# حاجي أباد (دابوي الجنوبي)
حاجي أباد (بالفارسية: حاجی‌آباد) هي قرية تقع في إيران في قسم دابوي الجنوبی الريفي. يقدر عدد سكانها بـ 327 نسمة .